# Parque Jurásico (película)
Parque Jurásico (cuyo título original en inglés es Jurassic Park) es una película de ciencia ficción y aventuras dirigida por el cineasta estadounidense Steven Spielberg y estrenada en 1993. Su trama está basada en el libro homónimo de Michael Crichton, y relata las vivencias de un grupo de personas en un parque de diversiones con dinosaurios clonados, creado por un filántropo multimillonario y un equipo de científicos genetistas. Durante una visita de evaluación antes de su apertura al público en general, los dinosaurios escapan y ponen en riesgo la vida de quienes se encuentran en el parque.
Antes de su publicación en 1990, cuatro estudios de cine estaban interesados en adaptar el libro de Crichton, aunque Universal Pictures consiguió los derechos de la obra y contrató a Spielberg para su dirección y a Crichton para la adaptación a la gran pantalla. El guion final estuvo a cargo de Koepp, que dejó fuera varios pasajes explicativos y violentos de la novela e introdujo cambios en los personajes. El rodaje se llevó a cabo en California y Hawái entre agosto y noviembre de 1992, con un reparto conformado primordialmente por los actores Richard Attenborough, Sam Neill, Jeff Goldblum y Laura Dern. La posproducción se extendió hasta mayo de 1993, supervisada por Spielberg desde Polonia mientras filmaba La lista de Schindler, e incluyó innovadoras imágenes generadas por ordenador y modelos animatrónicos de tamaño real para recrear los dinosaurios que aparecen en la película, con el apoyo de Industrial Light & Magic y Stan Winston. Para diseñar el sonido de la película, Spielberg invirtió en la creación de DTS, una empresa especializada en formatos de sonido envolvente digital.
Parque Jurásico resultó ser un éxito con más de 900 millones USD recaudados en todo el mundo durante su exhibición original en cines y estuvo catalogada como la película con mayores recaudaciones en la historia del cine hasta el estreno de Titanic (1997). La crítica especializada elogió sus innovadores efectos especiales, la banda sonora de John Williams y la dirección de Spielberg. Además resultó galardonada con más de veinte premios, entre ellos tres Óscar por sus logros técnicos en efectos visuales y sonido. Después de su reestreno en 3D en 2013 para conmemorar el vigésimo aniversario de su estreno, se convirtió en la 17.ª película en haber superado los mil millones USD de recaudación. En 2018, la Biblioteca del Congreso de Estados Unidos la reconoció por ser «cultural, histórica y estéticamente significativa» y quedó seleccionada para su preservación en el National Film Registry. Parque Jurásico es considerada un hito en el desarrollo de los efectos visuales digitales y de la animatrónica en el cine. Su éxito dio lugar a una franquicia que incluye videojuegos, juguetes y atracciones en parques temáticos, así como múltiples secuelas —The Lost World: Jurassic Park (1997), Parque Jurásico III (2001), Jurassic World (2015), Jurassic World: El reino caído (2018), Jurassic World: Dominion (2022) y Jurassic World: El Renacer (2025)—.

## Argumento

### Sinopsis

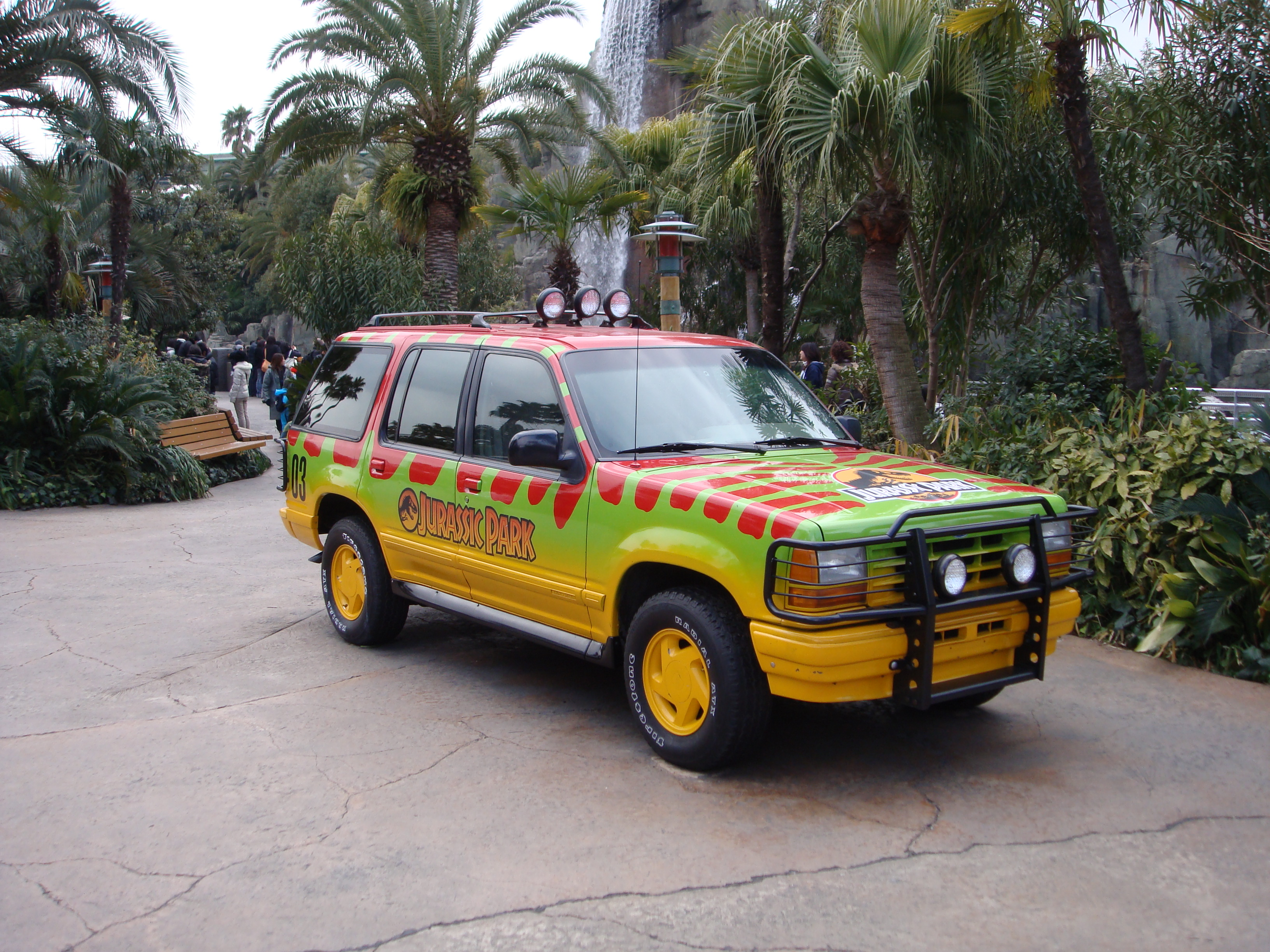
Réplica de uno de los coches de Parque Jurásico, modelo Ford Explorer.

En isla Nublar, ubicada cerca de Costa Rica, un empleado de InGen —Tecnologías Genéticas Internacionales, Inc., por sus siglas en inglés— es asesinado por un dinosaurio durante su traslado a Parque Jurásico, un parque de diversiones cuya principal atracción son dinosaurios clonados por genetistas. Como resultado, el gerente John Hammond es presionado por los inversores del parque para llevar a cabo una investigación que garantice la seguridad del sitio antes de su apertura al público en general. 
Poco después, el paleontólogo Alan Grant, la paleobotánica Ellie Sattler —a quienes visita en una excavación paleontólogica en Montana—, el matemático Ian Malcolm y el representante de los inversores Donald Gennaro arriban a la isla para analizar los ejemplares e instalaciones de Parque Jurásico. Como parte de su recorrido de bienvenida, son informados del proceso utilizado para la clonación de dinosaurios, a partir de materia fósil hallada en mosquitos prehistóricos que se alimentaron de la sangre de dinosaurios durante la época jurásica y que estuvieron preservados en ámbar desde entonces. Mientras la mayoría del equipo recorre el parque en vehículos eléctricos en compañía de Lex, de 12 años y Tim Murphy, de 9 años, nietos de Hammond, se desata un ciclón tropical que provoca intensas lluvias y deja incomunicados a los integrantes del parque que no han sido evacuados. De forma simultánea, el programador Dennis Nedry bloquea el sistema de seguridad computacional del parque para ingresar por su cuenta a los laboratorios y robar embriones de dinosaurios para ofrecerlos a otra compañía rival de InGen. La acción de Nedry interrumpe la corriente eléctrica de varias de las cercas perimetrales de las instalaciones que resguardan a los dinosaurios, y deja sin funcionamiento a los vehículos que trasladan a los visitantes justo frente a la instalación del Tyrannosaurus rex. 
Al final los dinosaurios escapan de sus instalaciones, incluido el T. rex, del cual Grant y los nietos de Hammond consiguen huir tras abandonar sus vehículos, mientras que Malcolm resulta herido y más tarde es auxiliado por Ellie y por el oficial del parque Robert Muldoon. Al día siguiente, Grant y los niños se encuentran con nidos silvestres de dinosaurios en su camino al centro de visitantes, lo cual implica que las criaturas han estado procreando pese a la manipulación de su material genético. Con tal de desbloquear los sistemas de seguridad, el ingeniero Ray Arnold, Ellie y Muldoon acuden al barracón de distribución eléctrica para activar manualmente los interruptores. Más tarde, Ellie se reencuentra con Grant, los niños, Hammond y Malcolm en la sala de control informática. Tras pedir auxilio vía telefónica, algunos velociraptores se infiltran en la sala, obligando a los protagonistas a acudir al centro de visitantes del parque para ponerse a salvo.
En las escenas finales, se muestra al T. rex atacando a los velociraptores en el centro de visitantes, mientras Ellie, Grant, Malcolm, Hammond y los niños abordan un helicóptero en el helipuerto del parque y abandonan la isla. A bordo de la aeronave, los niños caen dormidos en el regazo de Grant, mientras este contempla a la distancia el vuelo de unos pelícanos. Cabe mencionar que el libreto original finalizaba con un esqueleto de T. rex cayendo sobre los velociraptores en el centro de visitantes, poco antes de que Hammond llegara y les disparara con una escopeta. Dado que esta conclusión se consideró simplista, se optó por incorporar la escena en la que el T. rex ataca a los dinosaurios y permite que los protagonistas escapen de la isla a bordo de un helicóptero.

### Temáticas
Por tratarse de una adaptación de la novela homónima de Crichton, que «reutilizó su contenido filosófico de una manera que presentó una perspectiva esperanzadora de la vida sin abandonar nunca los aspectos cautelosos de la historia original», Parque Jurásico lidia con los mismos conceptos del material original tales como la tecnología, la clonación, la ingeniería genética y el caos resultante de conflictos como el del hombre contra la naturaleza evidente en la creencia de los personajes humanos, especialmente de Hammond, de que «ellos pueden crear y controlar un entorno natural [...] recreando dinosaurios que tengan la apariencia y sensación de los elementos reales, pero queriendo controlar sus instintos naturales de la misma manera en que un zoo resguarda animales. Pronto descubren que la naturaleza, aun si es artificial, encuentra su propio camino que no puede ser controlado por el hombre». La teoría del caos es abordada a lo largo del filme por medio del especialista Malcolm, cuyos diálogos «combinan un relato popularizado de la teoría con descripciones no técnicas que hacen que las implicaciones filosóficas, éticas y del mundo real de la teoría sean accesibles a una audiencia general».
La paleontología y el estudio de los dinosaurios es el principal concepto de Parque Jurásico, pese a que varios de los dinosaurios mostrados en el filme existieron durante el Cretácico y no en el Jurásico como el título sugiere. Si bien la clonación de estos seres es abordada con un sentido realista, lo cierto es que «para clonar un dinosaurio se necesitaría todo el genoma, y nadie ha encontrado ni un poco de ADN de dinosaurio. Así que estamos hablando de algo que es bastante difícil, si no es que imposible». De acuerdo con el paleontólogo Steve Brusatte: «Creo que, en conjunto, Parque Jurásico ha sido muy positivo para la paleontología. Por supuesto, podría ser quisquilloso con las pequeñas inexactitudes, pero creo que probablemente se superan en un millón por el bien que [le] ha hecho la película».
La secuencia que muestra a los dinosaurios escapando de sus instalaciones representa una metáfora de la libertad, y conlleva «algo de belleza en la inevitabilidad de todo esto, una serie de ideas tan simples que casi parece que se le podrían haber ocurrido a cualquiera. Sin embargo, no se trata tanto de las ideas en sí mismas, sino de cómo se construyen sistemáticamente unas sobre otras y enriquecen la película por completo». De igual forma, se exploran temáticas como la traición, la paternidad, la responsabilidad y la supervivencia.

## Reparto
- Sam Neill interpreta al Dr. Alan Grant: Un paleontólogo que al comienzo de la película trabaja en una excavación en las tierras baldías de Montana. Aunque no le simpatizan los niños, cambia de parecer al conocer a los nietos de Hammond.[19]

- Laura Dern interpreta a la Dra. Ellie Sattler: experta en paleobotánica y novia de Grant.[19]

- Jeff Goldblum interpreta al Dr. Ian Malcolm: un matemático y profesor de la Teoría del Caos que advierte del riesgo de la clonación de dinosaurios.[19]

- Richard Attenborough interpreta a John Hammond: principal responsable del Parque Jurásico.[19]

- Joseph Mazzello interpreta a Tim Murphy: Hermano menor de Lex y fanático de las obras publicadas del Dr. Grant.[19]

- Ariana Richards interpreta a Lex Murphy: Nieta de Hammond y hermana mayor de Tim.[19]

- Bob Peck interpreta a Robert Muldoon: Oficial del parque y experto en los velociraptores. Originalmente, el equipo pensó en Brian Cox para personificar a Muldoon.[24][19]

- Martin Ferrero interpreta a Donald Gennaro: Abogado que representa a los inversores de Hammond.[19]

- Samuel L. Jackson interpreta a Arnold Ray: Ingeniero del parque responsable de cortar el suministro energético para reiniciar el sistema bloqueado por Nedry, lo cual libera a los velociraptores de sus instalaciones.[19]

- B. D. Wong interpreta a Henry Wu: Genetista del parque y responsable de que los ejemplares creados genéticamente sean debidamente registrados. Abandona el parque tras la llegada del ciclón.[19]

- Wayne Knight interpreta a Dennis Nedry: Informático del parque, que previo a la apertura de parque Jurásico, había sido sobornado por la empresa rival de InGen para robarle a esta algunos embriones de dinosaurios.[19]

- Gerald R. Molen interpreta a Gerry Harding: Veterinario del parque que se hace cargo de los cuidados de un Triceratops enfermo, poco antes de la llegada del ciclón a la isla.[19]

- Cameron Thor interpreta a Lewis Dodgson: Gerente de la corporación rival de InGen.[19]

## Producción

### Antecedentes y redacción del guion
Michael Crichton comenzó a redactar un guion cinematográfico que narraba la historia de un estudiante interesado en la clonación de dinosaurios, una idea que luego desembocó en la escritura de la novela Parque Jurásico. Antes de su publicación, fijó el precio por sus derechos en 1,5 millones USD en adición a un sustancial porcentaje de las ganancias que las posibles adaptaciones de la misma tuvieran. A su lanzamiento, Warner Bros. y Tim Burton, Columbia Pictures y Richard Donner, así como 20th Century Fox y Joe Dante intentaron adquirir los derechos de la misma, sin embargo Universal Pictures y Steven Spielberg los obtuvieron en mayo de 1990. Spielberg tuvo conocimiento de la obra apenas unos meses antes de su distribución, mientras discutía con Crichton la producción de su próximo proyecto, la serie de televisión ER. Respecto a la trama, Spielberg comentó: «hay una gran cuestión moral en todo esto [...] La clonación del ADN podría ser viable, pero ¿es aceptable? ¿Es correcto para el ser humano hacer esto, o los dinosaurios tuvieron su única oportunidad de vivir hace millones de años?». Tras obtener los derechos de la novela, Universal contrató a Crichton por 500 000 USD adicionales para escribir el guion. Sin embargo, el autor solo adaptó un 10-20 % del contenido total al tomar en consideración la extensión de su libro. Terminó el libreto cuando Spielberg estaba filmando Hook, aunque el director quería dirigir después La lista de Schindler. Consciente de esta situación, Music Corporation of America —en ese entonces propietaria de Universal— pausó la producción de La lista de Schindler con tal de que Spielberg dirigiera antes Parque Jurásico que, desde la perspectiva de este último, «era como una buena continuación de Tiburón, solo que en tierra firme».
A finales de 1991 se contrató a Malia Scotch Marmo para redactar un nuevo guion, en el cual propuso ciertos cambios como la fusión de los personajes Ian Malcolm y Alan Grant. Finalmente David Koepp, que antes había escrito el guion de Death Becomes Her, reescribió el guion de Marmo e hizo otras modificaciones, algunas de ellas a petición de Spielberg. Por ejemplo, para sintetizar la explicación del proceso de clonación de los dinosaurios optó por crear un cortometraje animado que es el que miran los protagonistas antes de ingresar al parque. Descartó también la secuencia con la que comienza la novela, en la que un Procompsognathus ataca a un niño, pues a Spielberg le parecía «espeluznante», así como otra en la que el tiranosaurio persigue a Grant y los niños a lo largo de un río antes de ser inmovilizado por Muldoon. En cuanto al desarrollo de los personajes, Koepp prefirió que el propietario del parque fuese más amable a diferencia del carácter despiadado que posee en el libro. Spielberg confesó haberse sentido más identificado con la teatralidad de esta nueva versión de Hammond. Otro aspecto que cambió fue la relación de Grant con los niños: al principio es hostil con ellos pero luego se va sensibilizando conforme transcurre la historia. Finalmente, el libreto definitivo quedó concluido el 11 de diciembre de 1992.

### Selección del reparto
Janet Hirshenson estuvo a cargo de la selección del reparto de Parque Jurásico. Para contratar al intérprete de Grant, el equipo de producción contactó a los actores William Hurt y Harrison Ford, quienes rechazaron la propuesta, y Sam Neill resultó seleccionado unas cuantas semanas antes de comenzar la filmación. En el caso de Malcolm, desde un comienzo se pensó en Jeff Goldblum para interpretarlo, y este resultó elegido pese a que Jim Carrey también hizo su audición para el personaje. Para interpretar a su personaje, Goldblum se reunió con científicos para discutir la Teoría del Caos.
Laura Dern también era la primera opción de Spielberg para el rol de Ellie, aunque se consideró de igual forma a la actriz Robin Wright para este papel. Para prepararse para su personaje, Dern se reunió con Horner y visitó el Museo de Historia Natural de Los Ángeles para conocer el proceso de fosilización lo que le permitió adentrarse en el contexto requerido por la trama de la película. Aunque le ofrecieron el papel de Hammond inicialmente a Sean Connery, Attenborough aceptó interpretarlo con lo cual puso fin a un receso de más de diez años del cine, dado que su última actuación había sido en The Human Factor (1979). En cuanto a Nedry, Spielberg eligió al actor Wayne Knight tras mirar su actuación en Basic Instinct (1992). Como parte de su prueba de audición, se grabó a Richards gritando y el cineasta la seleccionó después de que su grabación «despertara a su esposa que dormía en el sillón, y corriera por todo el pasillo para ver si los niños [sus hijos] estaban bien». Para el personaje de Lex también participó Christina Ricci en las audiciones. Finalmente, Joseph Mazzello se integró al elenco debido a su previa audición para actuar en Hook.
Cabe añadirse que Morgan Freeman recibió también una propuesta para sumarse al elenco, sin embargo rechazó su participación debido a que pensaba que el concepto de una película sobre dinosaurios era «absurdo». A su vez, Richard Kiley hace una breve aparición como el narrador del recorrido por las instalaciones del Parque Jurásico (en las escenas iniciales); Kiley fue contratado debido a que en la novela es mencionado por Hammond como el narrador original de dicho recorrido. Algunas fuentes consideran que esta podría ser la primera vez que un famoso que es mencionado en un libro aparece también en la adaptación respectiva para interpretarse a sí mismo.

### Rodaje
Spielberg quería grabar Parque Jurásico en Costa Rica, principal escenario en donde ocurren los sucesos de la novela, sin embargo al final prefirió la isla hawaiana de Kauaʻi, donde antes había filmado Raiders of the Lost Ark. Después de veinticinco meses de preproducción, el rodaje comenzó el 24 de agosto de 1992 en este lugar, donde el cineasta estuvo haciendo tomas diurnas durante tres semanas en exteriores. Durante ese tiempo, el equipo de producción perdió un día de rodaje debido al paso del Huracán Iniki el 11 de septiembre. El huracán destruyó uno de los sets que habría sido usado para mostrar la persecución del personaje de Samuel L. Jackson por raptores, motivo que llevó a descartar esta toma en la película final. En esta isla se grabaron las escenas del exterior del centro de visitantes, para lo cual el equipo construyó un set en el Valley House Plantation Estate. La escena inicial de la película fue grabada en Haiku, Maui y en Niʻihau. Luego el equipo se trasladó a la isla Oahu, donde se filmó la secuencia de la estampida de los Gallimimus.
De vuelta a Los Ángeles en septiembre de 1992, el reparto grabó en el estudio 24 de Universal las escenas de los velociraptores en la cocina, mientras que en el estudio 23 filmaron las tomas del barracón de distribución eléctrica del parque. Para representar la región baldía de excavación acudieron al Red Rock Canyon. Regresaron a los estudios de Universal para grabar la escena del rescate de Tim —en la cual usaron un dispositivo de 15 metros con ruedas hidráulicas— y el encuentro de los protagonistas con los Brachiosaurus. Las animaciones que se observan en los monitores de los laboratorios y la sala de control del parque fueron producidas por Silicon Graphics y Apple Inc.
Si bien en la novela se menciona que los coches del parque eran manufacturados por Toyota, para la película se usaron siete vehículos Ford Explorer modificados por el equipo de ILM para permitir que su conductor permaneciera oculto en el maletero mientras conducía el vehículo. Esto habría de crear la ilusión de que se trataba de coches autónomos. Luego acudieron al estudio 16 de Warner Bros. donde tuvo lugar la secuencia del ataque del tiranosaurio a los vehículos eléctricos, aunque esta toma sufrió retrasos ya que la lluvia mojaba la goma espuma que cubría al modelo del dinosaurio, y una vez que el material absorbía el agua hacía que el modelo se volviese más pesado y difícil de manipular. A manera de solución, el equipo debió interrumpir ocasionalmente las grabaciones de la escena para secar la goma espuma con cuero de gamuza. Originalmente la toma en la que el personaje de Malcolm distrae al tiranosaurio con la bengala no estaba en el libreto; Malcolm sugirió agregarla ya que en su opinión le daba mayor heroísmo a su personaje, a diferencia de la escena original en la que simplemente huye del lugar con Gennaro.
Para las escenas del Dilophosaurus acudieron al estudio 27 de Universal, y luego en el estudio 12 filmaron las persecuciones de los velociraptores en la sala de control y el centro de visitantes del parque. Otra escena inédita que se agregó en esta etapa de producción fue el desenlace: Spielberg propuso que apareciera el tiranosaurio y atacara a los raptores, para permitir la huida de los protagonistas. El rodaje finalizó el 18 de noviembre, pocos días antes de que Michael Kahn acabara el libreto de La lista de Schindler, aunque la compleja posproducción se alargó hasta el 28 de mayo de 1993.

### Efectos especiales

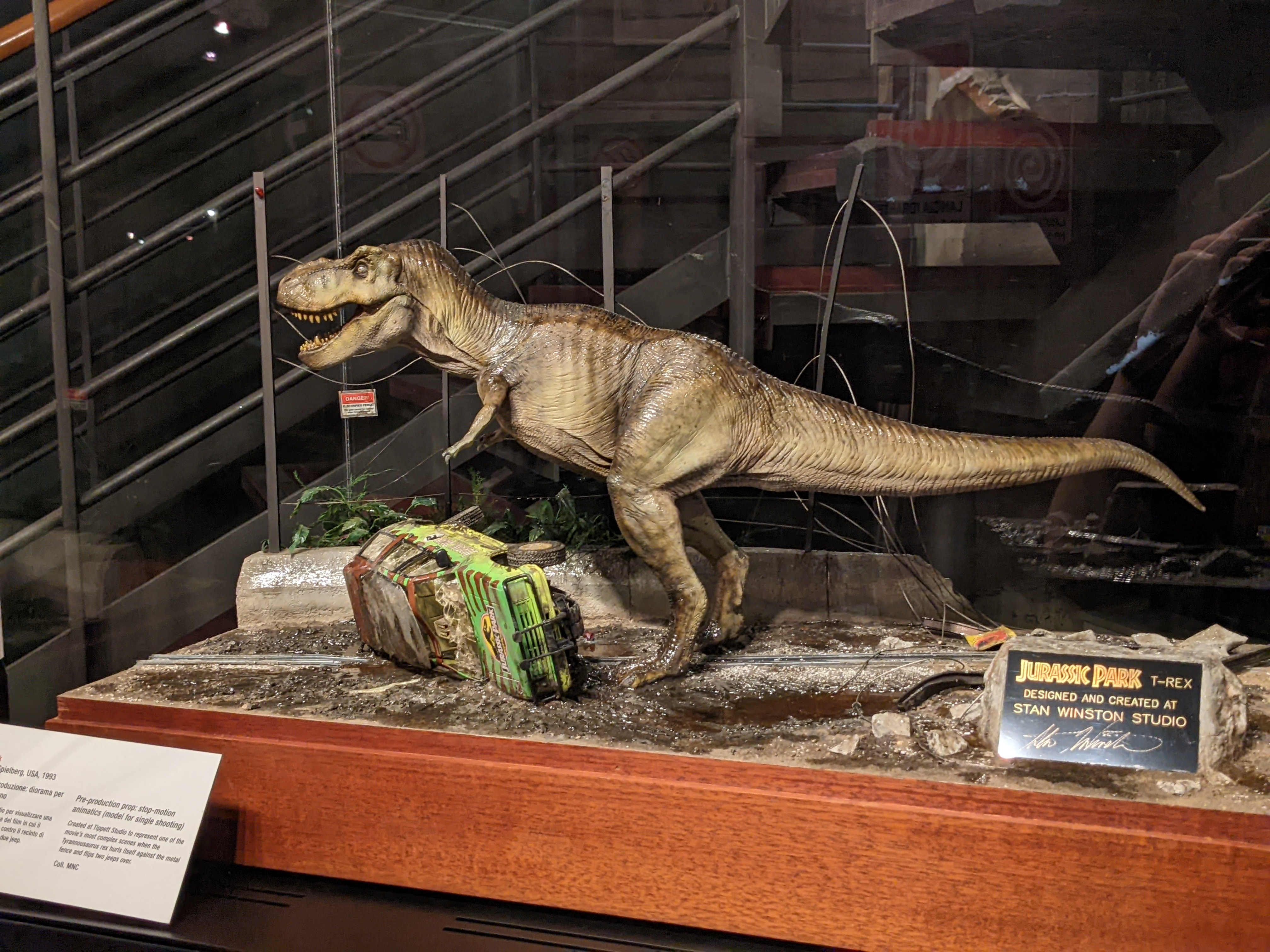
Modelo de preproducción del T. Rex, creado por el equipo de Stan Winston.

Al mismo tiempo que Crichton adaptaba su novela al guion inicial de Parque Jurásico, el diseñador de producción Rick Carter, que ya antes había trabajado con Spielberg en Cuentos asombrosos, convocó a algunos ilustradores y especialistas para crear los guiones gráficos. Se acordó reducir las especies de dinosaurios de la novela —de quince a solo seis— y llevar a cabo un minucioso análisis científico con tal de ofrecer a la audiencia una mayor precisión respecto a la representación de los dinosaurios en la gran pantalla. Si bien un representante de Amblin Entertainment —productora de Spielberg— se puso en contacto con el científico Jeffrey Laurence para inspirarse en sus laboratorios, al final Carter optó por tomar un diseño menos convencional para los laboratorios del Parque Jurásico. Para los modelos robóticos de los dinosaurios, Spielberg quería contratar inicialmente a Bob Gurr, quien lo había dejado impresionado con su trabajo en la atracción «Kongfrontation» del parque temático Universal Studios; sin embargo, luego se decantó por Stan Winston. A finales de 1990 el productor asociado Lata Ryan contrató algunos especialistas en efectos especiales, entre los cuales estuvieron Dennis Muren —a cargo de supervisar la composición digital de los modelos creados por Winston—, Phil Tippett —para animar a los dinosaurios con la técnica go motion en las escenas más extensas—, y Michael Lantieri —para supervisar los efectos escenográficos y demás aspectos visuales de cada toma—. Por otra parte, también en esa fase se integró en el equipo el paleontólogo Jack Horner, cuyo trabajo consistió en evaluar los diseños digitales de los dinosaurios. La visión del equipo técnico era «retratar a los dinosaurios como animales en vez de como monstruos», de acuerdo con la perspectiva de Spielberg.

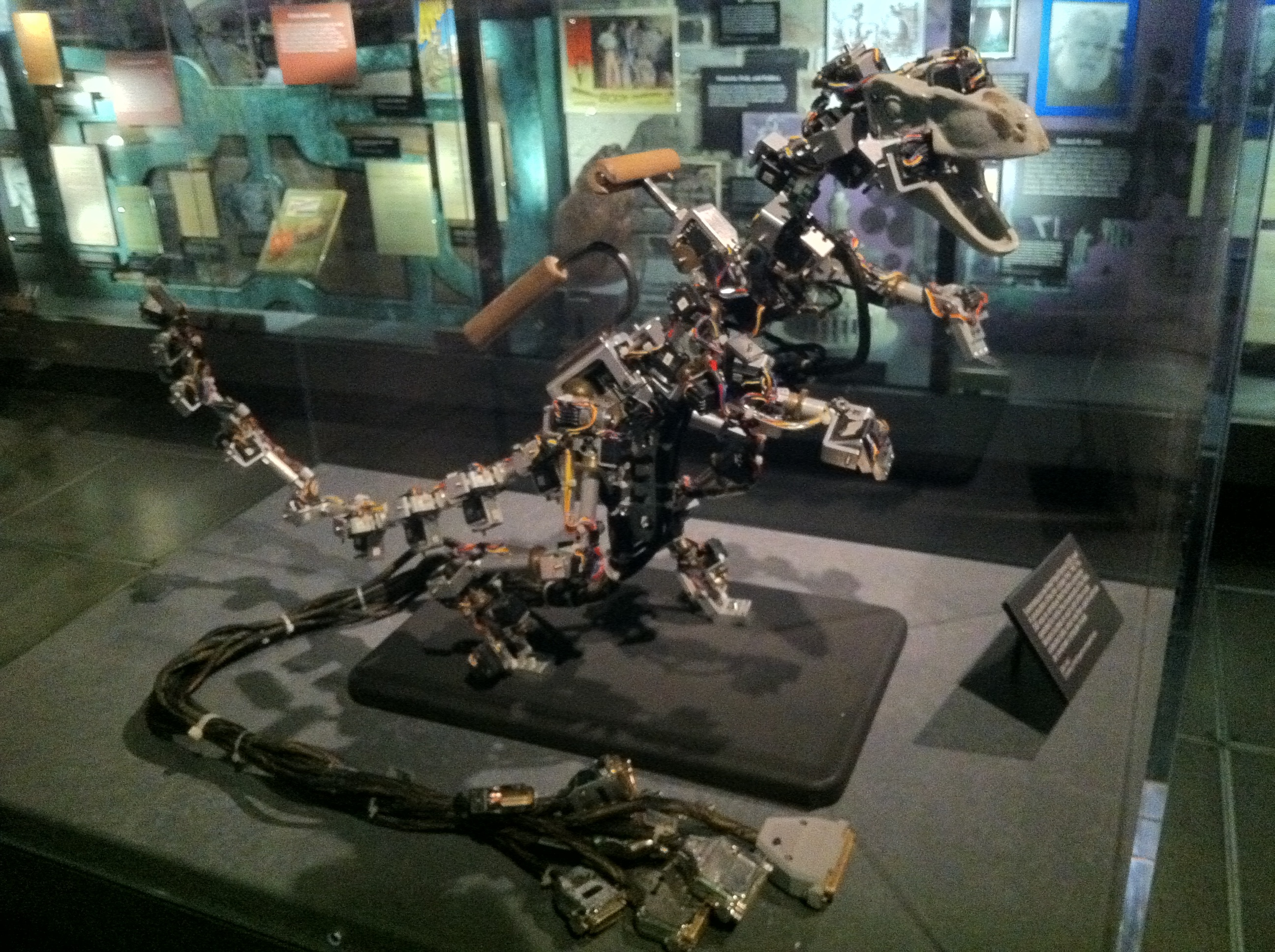
Dispositivo utilizado para emular los movimientos de los raptores en Parque Jurásico.

Una de las primeras acciones de Horner fue la de sugerir que eliminaran las lenguas de los velociraptores, manifestando a manera de queja que «¡Los dinosaurios no pueden hacerse de esa manera!», A su vez, el estudio de efectos especiales de Winston comenzó a crear los modelos robóticos sobre la base de diversos rasgos conocidos de los dinosaurios. Cada vez que concluía un modelo, se encargaban de texturizar la piel en látex, la cual luego colocaban sobre la estructura robótica. Mientras tanto, Tippett creó animaciones cuadro por cuadro —técnica conocida como stop motion— para las principales escenas donde aparecerían dinosaurios. Para realizar los efectos digitales del tiranosaurio fueron contratados los animadores Mark Dippe y Steve Williams. A pesar del esfuerzo del equipo, Spielberg no estaba completamente convencido de combinar los efectos digitales con actores y escenarios reales, mostrándose un tanto «escéptico» respecto a esta técnica cinematográfica, ya que pensaba que la tecnología haría ver a los dinosaurios como «anticuados» y «de baja calidad». No cambiaría de parecer hasta después de mostrarle una escena producida por ILM, en la que simularon la persecución de un tiranosaurio a una manada de Gallimimus.
Winston pasó un año completo realizando investigaciones sobre los dinosaurios, entrevistando a paleontólogos al respecto y visitando museos. Su labor estuvo encaminada a integrar algunos grupos de trabajo que tendrían diferentes responsabilidades a su cargo. Por ejemplo, un equipo de doce especialistas se encargó de diseñar el modelo del tiranosaurio, que al final acabó midiendo 20 pies (6 m) de altura. Fue construido con fibra de vidrio y 3000 libras (1360 kg) de arcilla, el cual después cubrieron con látex y pintaron. Para recrear sus movimientos, construyeron un mecanismo hidráulico controlado por computadora reminiscente de los simuladores de vuelo usados por la tecnología militar estadounidense, y sobre el cual montaron el modelo robótico. De manera simultánea, otro equipo de solo cuatro personas tenía como responsabilidad controlar físicamente un modelo a escala reducida del tiranosaurio, cuya finalidad era recrear otros movimientos del dinosaurio. Una computadora grababa la secuencia y programaba el robot original de tal forma que pudiera emular los movimientos del modelo a escala maniobrado por este segundo equipo. Otros modelos robóticos construidos para la película incluyeron uno de 6 pies (2 m) de altura de un velociraptor, otro de un Brachiosaurus, uno de un Triceratops, uno de Dilophosaurus y otro de una cría de velociraptor. Cabe señalar que se produjo otro robot de una cría de Triceratops para una escena en la que los protagonistas se montaban sobre el animal, sin embargo debido a que la toma fue descartada en la edición final este modelo no aparece en Parque Jurásico.
Tras supervisar los movimientos digitales de los dinosaurios, Tippet agregó otros efectos digitales en ciertas escenas de la película. Con ayuda de Industrial Light & Magic, Muren creó composiciones digitales para las escenas del movimiento del agua, el andar del tiranosaurio y algunas tomas en las que reemplazó digitalmente el rostro de la doble de Ariana Richards. Finalmente, la labor de Lantieri —que también coordinó la producción de efectos especiales— se enfocó en los aspectos mecánicos de los robots de Winston: construyó grúas y aparejos para facilitar el traslado de los dinosaurios mientras rodaban en exteriores y grababan algunas tomas especiales. Para producir los círculos concéntricos en el vaso de agua ocasionados por los pasos del T. rex, un integrante del equipo de producción tocó unas cuerdas de guitarra en el interior del vehículo donde sucede la escena. Este concepto provino de una ocasión en que Spielberg escuchaba a la banda Earth, Wind & Fire en su automóvil y observó las vibraciones que ocasionaban los sonidos graves de las canciones. Durante las últimas fases de la producción, Spielberg supervisó el progreso técnico del equipo desde Polonia, en donde se encontraba rodando su siguiente película, La lista de Schindler.

### Banda sonora

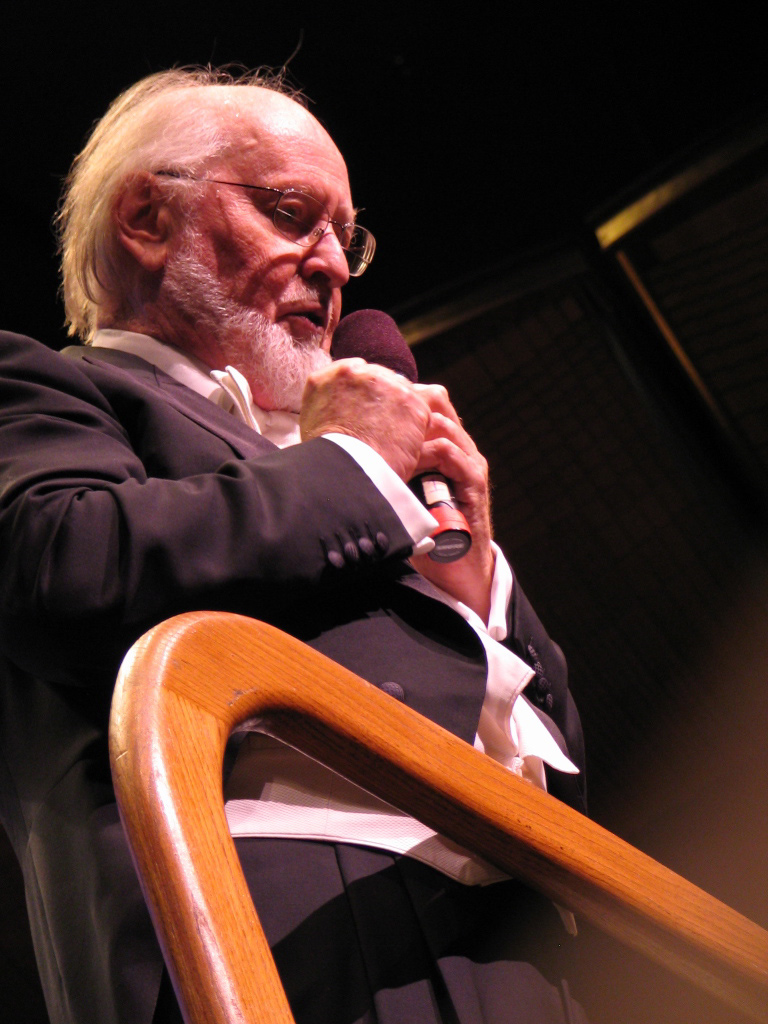
John Williams, compositor de la banda sonora de Parque Jurásico.

El compositor John Williams comenzó a escribir la banda sonora de la película a finales de 1992. En su opinión: «los temas musicales debían combinar un sentimiento de admiración y fascinación por la felicidad y emoción abrumadoras» de ver a dinosaurios con vida. La dirección musical de sus composiciones corrió a cargo, un mes después, de John Neufeld y Alexander Courage, siendo grabada en Sony Scoring Stage, en Culver City, California. La misma fue supervisada por George Lucas, hasta su conclusión, a finales de abril. Su estreno ocurrió el 25 de mayo de ese mismo año y está compuesta de 16 temas musicales. En 2013, con motivo del 20° aniversario del estreno de la película, salió a la venta una edición digital de la composición de Williams, que incluye cuatro pistas adicionales elegidas por el propio compositor. De acuerdo con Filmtracks: «Fue, y siempre será, una de las piezas maestras más impresionantes de John Williams [...] Con Parque Jurásico, Williams tuvo la oportunidad de combinar cada uno de sus estilos de composición más dominantes de los años 1990 en una sola banda sonora. Y en dicho proceso, se las arregló para crear un material con un núcleo mágicamente cohesivo que resulta extremadamente potente en la película».
A continuación se mencionan los temas que componen la banda sonora original:
| N.º | Título                         | Duración |  |
| 1.  | «Opening Titles»               | 0:33     |  |
| 2.  | «Theme From Jurassic Park»     | 3:27     |  |
| 3.  | «Incident At The Island»       | 5:20     |  |
| 4.  | «Journey To The Island»        | 8:45     |  |
| 5.  | «The Raptor Attack»            | 2:48     |  |
| 6.  | «Hatching Baby Raptor»         | 3:20     |  |
| 7.  | «Welcome To Jurassic Park»     | 7:54     |  |
| 8.  | «My Friend, The Brachiosaurus» | 4:16     |  |
| 9.  | «Dennis Steals The Embryo»     | 4:55     |  |
| 10. | «A Tree For My Bed»            | 2:11     |  |
| 11. | «High-Wire Stunts»             | 4:08     |  |
| 12. | «Remembering Petticoat Lane»   | 2:47     |  |
| 13. | «Jurassic Park Gate»           | 2:03     |  |
| 14. | «Eye To Eye»                   | 6:32     |  |
| 15. | «T-Rex Rescue And Finale»      | 7:39     |  |
| 16. | «End Credits»                  | 3:25     |  |

## Dinosaurios en pantalla
A pesar del título de la película, la mayoría de los dinosaurios aparecidos en el filme no existieron en el período jurásico sino en el período cretácico, inmediatamente posterior. Los únicos dinosaurios pertenecientes al período jurásico son Brachiosaurus y Dilophosaurus.

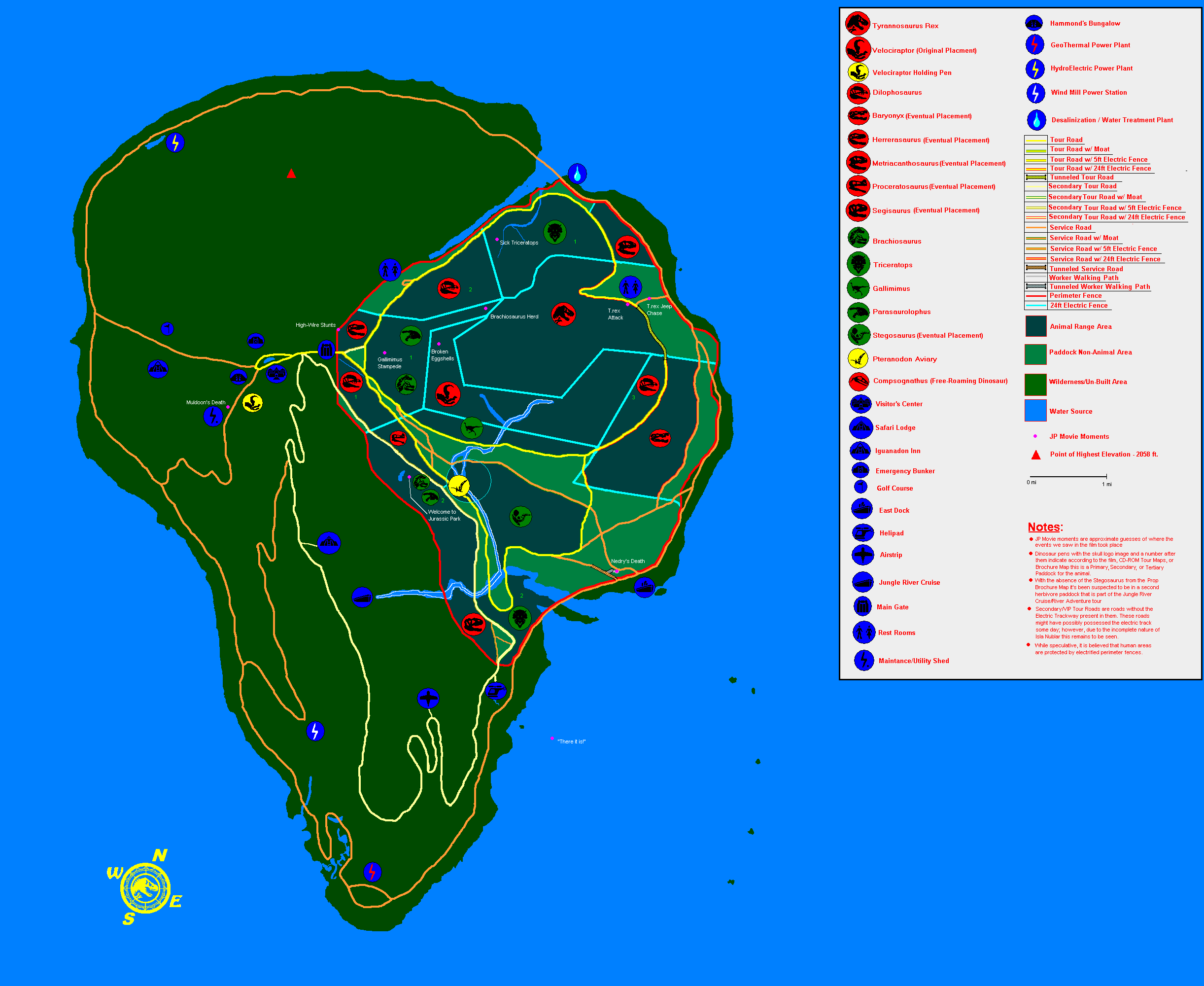
Mapa de la ficticia isla Nublar en la que se encuentra el Parque Jurásico. En la leyenda del mapa se listan los dinosaurios del parque.

- Tyrannosaurus rex, frecuentemente citado como «T. rex». El soporte animatrónico creado por Winston pesaba 7900 kilogramos y tenía una longitud de 12 metros.[50][74] En opinión del paleontólogo Jack Horner, esto era «lo más cercano que haya visto a un dinosaurio viviente».[74] El modelo fue creado con base al movimiento del dinosaurio, y sus rugidos provinieron de la mezcla de sonidos resultante de una cría de elefante, un aligátor y un cocodrilo. Para emular su respiración recurrieron al sonido de la respiración de una ballena.[9] Para la escena en la que el Tyrannosaurus desgarra a un Gallimimus, se usó una pista de sonido en la que un perro ataca una pelota.[10]

- Velociraptor, también citado como «raptor» (y en plural como «raptores») en la película. Winston explicó que no se habían basado en la especie Velociraptor mongoliensis descrita por las fuentes científicas para recrear al dinosaurio, sino en la especie Deinonychus. Bajo excusas estrictamente estéticas relacionadas con las escenas de acción de la película, Spielberg ordenó al equipo de diseño que aumentara el tamaño de los velociraptores para que así midieran unos 10 pies (3 m) de altura; poco antes del lanzamiento de la película, científicos descubrieron un ejemplar de un Utahraptor, parecido al velociraptor diseñado por Spielberg, a lo que Winston bromeó: «nosotros lo hicimos, pero ellos lo descubrieron».[74] Para el ataque contra el personaje de Muldoon, los velociraptores fueron animados por personas que integraban parte del elenco de la película.[55] Para el sonido de los velociraptores mezclaron sonidos provenientes de un delfín, una morsa, un ganso y grulla.[9][10] Siguiendo los descubrimientos realizados tras el lanzamiento de la película, la mayoría de los paleontólogos habían concluido que dromaeosauridos, como el Velociraptor y el Deinonychus, tuvieron plumas.[75]
- Dilophosaurus. Fue creado con menores dimensiones con respecto a las del ejemplar real para evitar que la audiencia lo confundiera con los velociraptores.[76] Su habilidad para escupir fluidos venenosos es ficticia. Para recrear sus sonidos vocales combinaron los sonidos provenientes de un cisne, un halcón, un mono aullador y una víbora de cascabel.[10]
- Brachiosaurus. Es el primer dinosaurio que aparece en la cinta. A pesar de las pruebas científicas que demuestran que tenían capacidades vocales limitadas, el diseñador de sonido Gary Rydstrom decidió mezclar el sonido del canto de ballenas y el proveniente de un asno para brindar, en sus propias palabras, una «sensación melódica de maravilla».[9]
- Triceratops. Tuvieron una breve aparición en la película, por sugerencia de Winston.[77] Winston también creó una cría de Triceratops para Ariana Richards, sin embargo la escena que mostraba la interacción entre este espécimen y la actriz fue descartada del montaje final.[78]
- Gallimimus y Parasaurolophus. El primero apareció en la escena de estampida, en la cual uno es devorado por el Tyrannosaurus rex. Una manada de Parasaurolophus apareció brevemente en el primer encuentro de los personajes principales con los Brachiosaurus, a orillas del abrevadero del que estos emergían.
- Proceratosaurus, Stegosaurus, Segisaurus, Compsognathus, Baryonyx, Herrerasaurus y Metriacanthosaurus. De estas especies no aparece ningún ejemplar a lo largo de la película, pero se sugiere que son parte de las especies del parque, ya que sus nombres aparecen entre los tubos donde se conservan los embriones de los dinosaurios, específicamente en la escena en que Dennis Nedry roba muestras de estos para Byosin.

## Estreno
Universal gastó 65 millones USD en la campaña de mercadotecnia para la película, que le permitió concretar acuerdos con alrededor de 100 compañías para darle publicidad en mil productos. La campaña, planeada quince meses antes de que siquiera Universal pudiera ver una secuencia del filme terminado, también incluyó el lanzamiento simultáneo de tres videojuegos basados en el filme y realizados por SEGA y Ocean Software, una línea de juguetes hecha por Kenner y distribuida por Hasbro, así como una adaptación literaria dirigida al público infantil. Por otro lado, los productores decidieron que la banda sonora incluyera material inédito antes de ser lanzada a nivel comercial. Días antes de su estreno, se transmitieron los avances promocionales de la película; en lo particular, brindaban solamente ligeros vistazos a escenas relacionadas directamente con dinosaurios, algo descrito más tarde por Josh Horowitz como «lo que el viejo Spielberg acostumbra hacer: nunca revelar demasiado sobre sus películas antes de estrenarlas», luego de que hiciera lo mismo para la producción de Transformers, en 2007. La película tuvo como lemas comerciales «Una aventura hecha 65 millones de años atrás», que resultó de una broma hecha con respecto al genuino mosquito en ámbar usado en el bastón de Hammond, así como «El descubrimiento más fenomenal de nuestra era... se convierte en la mayor aventura de todos los tiempos».
Jurassic Park fue estrenada oficialmente en el Museo Nacional de la Construcción el 9 de junio de 1993 en Washington D. C., patrocinando a dos asociaciones caritativas infantiles. Al año siguiente, se hizo acreedora a 3 premios Óscar en las categorías de mejores efectos de sonido, mejores efectos visuales y mejor sonido. Otros 16 premios más fueron entregados a algunos miembros del elenco en diferentes premiaciones. Además, tras su estreno, se convirtió en la primera película en hacer uso del sistema de codificación de audio Digital Theater System en toda la historia del cine.

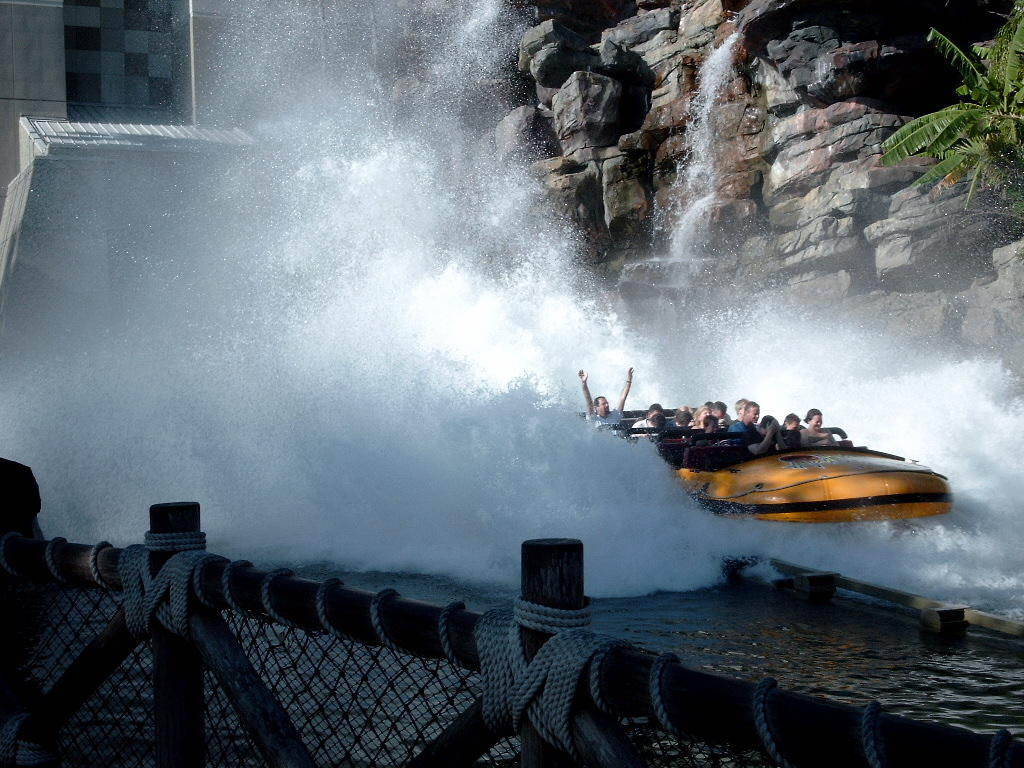
Atracción relacionada con la película en Islands of Adventure, de Universal Studios.

El 4 de octubre de 1994 hizo su debut en formato de vídeo VHS, mientras que su primera aparición en formato DVD fue el 10 de octubre de 2000. Ese mismo año la película fue lanzada, de nueva cuenta, en un paquete que incluyó su continuación (El mundo perdido: Parque Jurásico II). A su vez, el DVD fue relanzado con la trilogía el 11 de diciembre de 2001, bajo el nombre de Trilogía Parque Jurásico y Colección de aventuras de Parque Jurásico el 29 de noviembre de 2005. Durante el período de comercialización de los anteriores formatos de video, Steve Englehart escribió una serie de historietas que continuarían el argumento de Jurassic Park. La serie constó de un total de 19 ediciones divididas en 4 volúmenes (Raptor, Raptors Attack, Raptors Hijack y Return to Jurassic Park), que luego serían agrupadas para su venta en Estados Unidos y Reino Unido, siendo publicadas a su vez por Topp Commics. Ocean Software realizó también un juego virtual a manera de continuación de sus anteriores videojuegos, que habían sido lanzados de manera simultánea al estreno de la película. Su adaptación fue titulada Parque Jurásico Parte II: El caos continúa y estrenada en 1994 para las videoconsolas Super NES y Game Boy.
NBC transmitió por primera vez el largometraje en la pantalla chica el 7 de mayo de 1995, tras el estreno del documental The Making of Jurassic Park unos días antes. Alrededor de 68 millones de televidentes miraron dicha transmisión, que representó un 36 % de la audiencia estadounidense de esa noche. Asimismo, pasó a ser el estreno televisivo de un largometraje con mayor rating de todas las cadenas del país, un hito que anteriormente tenía la difusión televisiva de la película Trading Places en abril de 1987. La atracción Jurassic Park Ride comenzó a desarrollarse en noviembre de 1990, y se estrenó finalmente en el parque temático de Universal Studios, en California, el 15 de junio de 1996, con un costo total de 110 millones USD. Inicialmente, los diseñadores de la atracción planearon constituirla con la premisa ficticia de un supuesto contrato establecido entre Hammond y Universal, con la finalidad de reconstruir el parque Jurásico en el parque de Universal Studios California. En marzo de 1999, la expansión Islands of Adventure, en el parque Universal de Florida, inauguró el sector temático Jurassic Park, el cual está completamente dedicado a la película e incluye el recorrido original (estrenado en 1996, aquí renombrado a Jurassic Park Ride Adventure), al igual que otras atracciones basadas en las diversas adaptaciones que tuvo el filme. En julio de 2013, con motivo del 20° aniversario de estreno de la película, se exhibió en cines una versión en formato 3D. En mayo de 2018, en conmemoración del 25° aniversario de su estreno en cines, se puso a la venta por primera vez un compilatorio en formato Blu-ray Ultra HD conformado por las cuatro cintas estrenadas hasta entonces de la franquicia. Otros reestrenos cinematográficos de Parque Jurásico han ocurrido en 2018 y 2023, en alusión al 25° y 30° aniversario de su lanzamiento original, respectivamente.

## Recepción

### Recaudación internacional
Se convirtió en la película más exitosa superando en ingresos a E.T., el extraterrestre. Inició recaudaciones con 47 millones USD durante su primer fin de semana de estreno, y obtuvo un total de 81,7 millones USD durante su primera semana de estreno, proyectándose en un total de 2 404 salas de cine a nivel mundial —que, al final, llegarían a un total de 2 566 salas—. Superó la marca de 100 millones USD en recaudaciones en nueve días, un récord que anteriormente había conseguido Batman (1989) en diez días de exhibición en salas de cine.
Permaneció en la primera posición de recaudación durante tres semanas consecutivas, obteniendo un total de 357 millones USD en Estados Unidos y pasando a ser considerada como la película con mayores recaudaciones de 1993. Contó también con una buena acogida en otros países, teniendo un amplio éxito en Alemania, Australia, España, Italia, Reino Unido, Japón, Corea del Sur, México y Taiwán. Su recaudación a nivel internacional rebasó la cantidad de 557,6 millones USD. Por la dirección de la película y participación en la reedición del guion adaptado, Spielberg ganó más de 250 millones USD, mientras que el filme permaneció como el más taquillero durante cinco años, sucedido en 1997 por Titanic, de James Cameron. Respecto a otras películas con temáticas similares, Parque Jurásico estuvo considerada como la adaptación de ciencia ficción más exitosa en Estados Unidos desde los años 1980, superando a La guerra de los mundos (dirigida también por Spielberg) y Yo, Robot (protagonizada por Will Smith), hasta el estreno de Los juegos del hambre (2012); además encabezó el listado de «Películas con monstruos/criaturas», por encima de filmes como King Kong (2005) y Gremlins (1984), hasta el estreno de Jurassic World (2015). Es la entrega más exitosa de la trilogía original.
| País | Recaudación (en USD) | Fecha de estreno                 |
| --- | -------------------- | -------------------------------- |
| Alemania | 55 043 929           | Jueves 2 de septiembre de 1993   |
| Antigua y Barbuda Barbados Dominica Granada San Cristóbal y Nieves San Vicente y las Granadinas Santa Lucía Trinidad y Tobago | 333 993              | Miércoles 4 de agosto de 1993    |
| Argentina | 8 191 506            | Jueves 1 de julio de 1993        |
| Australia | 22 121 200           | Jueves 2 de septiembre de 1993   |
| Austria | 5 241 360            | Viernes 3 de septiembre de 1993  |
| Bélgica Luxemburgo | 8 792 505            | Miércoles 20 de octubre de 1993  |
| Belice · Costa Rica · El Salvador · Guatemala · Honduras · Nicaragua · Panamá                                                 | 1 397 415            | Viernes 16 de julio de 1993      |
| Bolivia | 325 645              | Jueves 29 de julio de 1993       |
| Brasil | 14 968 482           | Viernes 25 de junio de 1993      |
| Bulgaria | 153 195              | Viernes 10 de septiembre de 1993 |
| Chile | 1 513 115            | Jueves 8 de julio de 1993        |
| Chipre | 91 906               | Viernes 15 de octubre de 1993    |
| Colombia | 2 241 493            | Viernes 2 de julio de 1993       |
| Corea del Sur | 15 829 604           | Sábado 17 de julio de 1993       |
| Croacia | 829 998              | Jueves 30 de septiembre de 1993  |
| Dinamarca | 829 998              | Jueves 30 de septiembre de 1993  |
| Ecuador | 434 940              | Miércoles 21 de julio de 1993    |
| Egipto | 324 020              | Lunes 4 de octubre de 1993       |
| Eslovenia | 585 393              | Jueves 30 de septiembre de 1993  |
| España | 23 976 150           | Viernes 8 de octubre de 1993     |
| Estados Unidos | 357 067 947          | Viernes 11 de junio de 1993      |
| Filipinas | 2 593 833            | Miércoles 28 de julio de 1993    |
| Finlandia | 2 944 608            | Viernes 3 de septiembre de 1993  |

| País                                   | Recaudación (en USD) | Fecha de estreno                 |
| -------------------------------------- | -------------------- | -------------------------------- |
| Francia Argelia Mónaco Marruecos Túnez | 42 055 035           | Miércoles 20 de octubre de 1993  |
| Grecia                                 | 2 350 681            | Miércoles 27 de octubre de 1993  |
| Hong Kong                              | 8 770 013            | Jueves 29 de julio de 1993       |
| Hungría                                | 1 056 078            | Jueves 23 de septiembre de 1993  |
| India                                  | 7 001 330            | Viernes 15 de abril de 1994      |
| Italia                                 | 29 629 937           | Viernes 17 de septiembre de 1993 |
| Japón                                  | 120 036 757          | Sábado 17 de julio de 1993       |
| Líbano                                 | 117 484              | Viernes 22 de octubre de 1993    |
| Malasia                                | 2 438 681            | Jueves 5 de agosto de 1993       |
| México                                 | 19 712 387           | Viernes 16 de julio de 1993      |
| Noruega                                | 3 112 406            | Viernes 3 de septiembre de 1993  |
| Nueva Zelanda Fiyi                     | 3 395 116            | Viernes 20 de agosto de 1993     |
| Países Bajos                           | 12 559 811           | Jueves 30 de septiembre de 1993  |
| Pakistán                               | 452 685              | Viernes 15 de abril de 1994      |
| Perú                                   | 1 016 193            | Viernes 23 de julio de 1993      |
| Polonia                                | 4 339 983            | Viernes 3 de septiembre de 1993  |
| Reino Unido Irlanda Malta              | 71 751 927           | Viernes 16 de julio de 1993      |
| República Checa Eslovaquia             | 1 304 784            | Jueves 14 de octubre de 1993     |
| República Dominicana                   | 162 970              | Jueves 22 de julio de 1993       |
| Rumania                                | 215 117              | Viernes 11 de marzo de 1994      |
| Singapur                               | 3 664 276            | Jueves 5 de agosto de 1993       |
| Sudáfrica                              | 3 632 714            | Viernes 17 de septiembre de 1993 |
| Suecia                                 | 7 203 632            | Viernes 3 de septiembre de 1993  |
| Suiza                                  | 7 775 259            | Viernes 3 de septiembre de 1993  |
| Tailandia                              | 4 180 978            | Sábado 31 de julio de 1993       |
| Taiwán                                 | 16 567 447           | Sábado 17 de julio de 1993       |
| Turquía                                | 1 853 717            | Viernes 17 de septiembre de 1993 |
| Uruguay                                | 360 420              | Viernes 2 de julio de 1993       |
| Venezuela                              | 1 451 423            | Miércoles 11 de agosto de 1993   |

| País | Recaudación (en USD) | Fecha de estreno                 |
| --- | -------------------- | -------------------------------- |
| Alemania | 55 043 929           | Jueves 2 de septiembre de 1993   |
| Antigua y Barbuda Barbados Dominica Granada San Cristóbal y Nieves San Vicente y las Granadinas Santa Lucía Trinidad y Tobago | 333 993              | Miércoles 4 de agosto de 1993    |
| Argentina | 8 191 506            | Jueves 1 de julio de 1993        |
| Australia | 22 121 200           | Jueves 2 de septiembre de 1993   |
| Austria | 5 241 360            | Viernes 3 de septiembre de 1993  |
| Bélgica Luxemburgo | 8 792 505            | Miércoles 20 de octubre de 1993  |
| Belice · Costa Rica · El Salvador · Guatemala · Honduras · Nicaragua · Panamá                                                 | 1 397 415            | Viernes 16 de julio de 1993      |
| Bolivia | 325 645              | Jueves 29 de julio de 1993       |
| Brasil | 14 968 482           | Viernes 25 de junio de 1993      |
| Bulgaria | 153 195              | Viernes 10 de septiembre de 1993 |
| Chile | 1 513 115            | Jueves 8 de julio de 1993        |
| Chipre | 91 906               | Viernes 15 de octubre de 1993    |
| Colombia | 2 241 493            | Viernes 2 de julio de 1993       |
| Corea del Sur | 15 829 604           | Sábado 17 de julio de 1993       |
| Croacia | 829 998              | Jueves 30 de septiembre de 1993  |
| Dinamarca | 829 998              | Jueves 30 de septiembre de 1993  |
| Ecuador | 434 940              | Miércoles 21 de julio de 1993    |
| Egipto | 324 020              | Lunes 4 de octubre de 1993       |
| Eslovenia | 585 393              | Jueves 30 de septiembre de 1993  |
| España | 23 976 150           | Viernes 8 de octubre de 1993     |
| Estados Unidos | 357 067 947          | Viernes 11 de junio de 1993      |
| Filipinas | 2 593 833            | Miércoles 28 de julio de 1993    |
| Finlandia | 2 944 608            | Viernes 3 de septiembre de 1993  |

| País                                   | Recaudación (en USD) | Fecha de estreno                 |
| -------------------------------------- | -------------------- | -------------------------------- |
| Francia Argelia Mónaco Marruecos Túnez | 42 055 035           | Miércoles 20 de octubre de 1993  |
| Grecia                                 | 2 350 681            | Miércoles 27 de octubre de 1993  |
| Hong Kong                              | 8 770 013            | Jueves 29 de julio de 1993       |
| Hungría                                | 1 056 078            | Jueves 23 de septiembre de 1993  |
| India                                  | 7 001 330            | Viernes 15 de abril de 1994      |
| Italia                                 | 29 629 937           | Viernes 17 de septiembre de 1993 |
| Japón                                  | 120 036 757          | Sábado 17 de julio de 1993       |
| Líbano                                 | 117 484              | Viernes 22 de octubre de 1993    |
| Malasia                                | 2 438 681            | Jueves 5 de agosto de 1993       |
| México                                 | 19 712 387           | Viernes 16 de julio de 1993      |
| Noruega                                | 3 112 406            | Viernes 3 de septiembre de 1993  |
| Nueva Zelanda Fiyi                     | 3 395 116            | Viernes 20 de agosto de 1993     |
| Países Bajos                           | 12 559 811           | Jueves 30 de septiembre de 1993  |
| Pakistán                               | 452 685              | Viernes 15 de abril de 1994      |
| Perú                                   | 1 016 193            | Viernes 23 de julio de 1993      |
| Polonia                                | 4 339 983            | Viernes 3 de septiembre de 1993  |
| Reino Unido Irlanda Malta              | 71 751 927           | Viernes 16 de julio de 1993      |
| República Checa Eslovaquia             | 1 304 784            | Jueves 14 de octubre de 1993     |
| República Dominicana                   | 162 970              | Jueves 22 de julio de 1993       |
| Rumania                                | 215 117              | Viernes 11 de marzo de 1994      |
| Singapur                               | 3 664 276            | Jueves 5 de agosto de 1993       |
| Sudáfrica                              | 3 632 714            | Viernes 17 de septiembre de 1993 |
| Suecia                                 | 7 203 632            | Viernes 3 de septiembre de 1993  |
| Suiza                                  | 7 775 259            | Viernes 3 de septiembre de 1993  |
| Tailandia                              | 4 180 978            | Sábado 31 de julio de 1993       |
| Taiwán                                 | 16 567 447           | Sábado 17 de julio de 1993       |
| Turquía                                | 1 853 717            | Viernes 17 de septiembre de 1993 |
| Uruguay                                | 360 420              | Viernes 2 de julio de 1993       |
| Venezuela                              | 1 451 423            | Miércoles 11 de agosto de 1993   |

### Crítica
Tras su estreno, Parque Jurásico obtuvo críticas mayormente positivas en la prensa, aunque varios medios coincidieron en que los mayores defectos de la producción recaen en la falta de una sensación de maravilla y asombro en sus protagonistas al mirar a los dinosaurios, así como un mayor desarrollo de la historia, calificando como «pobre» la transición de la novela al libreto. Contrariamente, elogiaron el aspecto técnico y manifestaron que los efectos especiales eran de tal calidad que hacía que los dinosaurios lucieran reales, con lo cual se marcaba un hito en la cinematografía contemporánea; en el sitio web Rotten Tomatoes ostenta un 91 % de aprobación general, concluyendo que «es todo un espectáculo de efectos especiales y criaturas animatrónicas que posee algunas de las mejores secuencias de temor constante y terror dirigidas por Spielberg desde Tiburón».
Rita Kempley, de The Washington Post, comentó que si bien la cinta puede ser catalogada como «un hito cinematográfico», falla en cuanto al desarrollo de la trama y los personajes, a los cuales consideró como simples «curiosos por los dinosaurios», a diferencia de Tiburón, en donde cada personaje muestra signos de impresión cuando la criatura hace su aparición en alguna escena. De forma similar, Roger Ebert sugirió que Spielberg debió añadir más profundidad y misterio en la trama, pues en Tiburón se mantiene un mayor interés en el desarrollo de los eventos al hacer que el tiburón que da nombre a la cinta no aparezca en escena hasta ya avanzada la historia; en su evaluación, señaló: «[...aunque es] un triunfo en el tema de los efectos especiales, la película carece de otras cualidades que requiere aún más, tales como el sentido de temor y admiración, y fuertes valores e ideales humanos». No obstante, concluyó: «Querían dinosaurios grandiosos, ahora los tienen [en esta película]». Peter Travers, de la publicación Rolling Stone, señaló que «comparados con los dinosaurios, los personajes humanos son huesos secos. Crichton y el coguionista David Koepp los han aplanado en nulidades en el trayecto que resulta de las páginas de la novela a la pantalla grande». En cuanto al protagonista, Alan Grant (interpretado por Sam Neill), Travers resumió que «si la película carece de un villano verdadero, entonces también carece de un héroe creíble. Neill, un talentoso actor, no posee la presencia estelar para interpretar a este Indiana Bones [en referencia a Indiana Jones)». James Berardinelli, de ReelViews, observó que aunque «la mayor debilidad de la novela es su caracterización, y ese mismo problema es completamente evidente en la adaptación fílmica», sus efectos especiales son «tan buenos que los dinosaurios lucen reales en cada escena». Todd McCarthy, de Variety, detalló en su reseña que aun cuando «pudiera ser unidimensional e incluso torpe en la historia y la caracterización, definitivamente logra su cometido en emoción, suspenso y la realización estupenda de reptiles gigantes». Contrariamente, en cuanto a comentarios negativos, Jonathan Rosenbaum, de Chicago Reader, señaló: «La moral sucedánea de Parque Jurásico sobre los peligros de manipular la naturaleza, se remonta a The Lost World (1925), pasando por King Kong e Island of Lost Souls (1933), aunque hay más espíritu en cualquier escena de King Kong que en las actuaciones exageradas de esta película».
En cuanto a críticas en español, el sitio web argentino Arlequin mencionó lo siguiente en su evaluación: «En términos de peso, Parque Jurásico es el equivalente de La Guerra de las Galaxias del fin del milenio: es una película formidable que rompe barreras en cuanto a niveles técnicos y establece nuevos estándares. Nadie en el mundo sabía lo que eran los CGI hasta que vio los dinosaurios de Spielberg». Sobre los comentarios negativos respecto a la trama y los personajes, la misma fuente consideró como «desacertadas» dichas críticas, y explicó que, desde su perspectiva, el filme logra su cometido de entretener de manera «formidable» a la audiencia. Por otro lado, el diario español El País consideró que, a pesar de sus efectos especiales impresionantes, «es un filme sumamente plano». Mientras tanto, el sitio web Filmaffinity resumió lo siguiente: «Un formidable éxito de taquilla [...] La poderosa maquinaria de marketing americana funcionó a pleno rendimiento y provocó una dinomanía que inundó el planeta entero». En una breve mención, la revista mexicana Cine Premiere atinó en decir que «Spielberg ha sido un eterno visionario de los efectos, y entre los más aplaudidos se encuentran los gigantescos dinosaurios presentados en su filme prehistórico [Parque Jurásico]». Para Enrique Colmena, de Criticalia, se trata «fundamentalmente [de] un filme de espléndidos efectos especiales que busca un público adolescente fácil de contentar, y en el que las estrellas, lejos de ser los actores, que parecen una recua de zombis, son los extraordinarios dinosaurios que nos hace creer que, efectivamente, hemos vuelto al período jurásico (o al cretácico, más correcto históricamente)». Mientras tanto, Guzmán Urrero, del sitio web español Cine y letras, resumió lo siguiente en su reseña: «[Parque Jurásico es] un largometraje que revive para la gran pantalla a los siempre fascinantes dinosaurios —por vez primera hijos de la biogenética—, aunque en esta ocasión la magia de estos reptiles llega a las salas de proyección gracias a los sugestivos adelantos de la tecnología digital».

### Premios
En total, Parque Jurásico recibió 23 galardones, y tuvo otras 14 candidaturas. En marzo de 1994, Parque Jurásico ganó los tres premios Óscar a los que era candidata: mejor edición de sonido, mejor sonido y mejores efectos visuales. Otros de los premios en los que la película fue considerada son el premio Hugo en la categoría de «Mejor película dramática», y los reconocimientos Saturn por «Mejor película de ciencia ficción», «Mejor dirección», «Mejor redacción» y «Mejores efectos especiales». También se hizo acreedora al premio People's Choice en la categoría de «Película favorita del año». Además, los actores Ariana Richards y Joseph Mazzello ganaron el premio Young Artist en la categoría de «Premio destacado a película familiar de acción y aventura». Igualmente, obtuvo premios a nivel internacional, tales como el BAFTA en las categorías de «Mejores efectos especiales» y «Premio de la audiencia para su película favorita del año», así como por parte de la Academia Japonesa de Cinematografía y los festivales Mainichi Eiga Concours, Blue Ribbon junto con el galardón León Checo.
A continuación, se muestra un listado con los diferentes premios y las candidaturas que tuvo el filme tras sus proyecciones internacionales, así como los relacionados con su lanzamiento en DVD.
| \| Premio \| Categoría \| Receptor(es) \| Resultado \| \| ------------------------------------------- \| ----------------------------------------------------------------------------- \| ---------------------------------------------------------------------- \| ---------- \| \| Premios Óscar (1994) \| Mejor edición de sonido \| Gary Rydstrom y Richard Hymns \| Ganadores \| \| Premios Óscar (1994) \| Mejores efectos visuales \| Dennis Muren, Stan Winston, Phil Tippett y Michael Lantieri \| Ganadores \| \| Premios Óscar (1994) \| Mejor sonido \| Gary Summers, Gary Rydstrom, Shawn Murphy y Ron Judkins \| Ganadores \| \| Premios Saturn (1994) \| Mejor director \| Steven Spielberg \| Ganador \| \| Premios Saturn (1994) \| Mejor película de ciencia ficción \| \| Ganadora \| \| Premios Saturn (1994) \| Mejores efectos especiales \| Dennis Muren, Stan Winston, Phil Tippett y Michael Lantieri \| Ganadores \| \| Premios Saturn (1994) \| Mejor guion \| Michael Crichton y David Koepp \| Ganadores \| \| Premios Saturn (1994) \| Mejor actriz \| Laura Dern \| Candidata \| \| Premios Saturn (1994) \| Mejor vestuario \| Sue Moore y Eric H. Sandberg \| Candidatos \| \| Premios Saturn (1994) \| Mejor música \| John Williams \| Candidato \| \| Premios Saturn (1994) \| Mejor actor joven \| Joseph Mazzello \| Candidato \| \| Premios Saturn (1994) \| Mejor actriz joven \| Ariana Richards \| Candidata \| \| Premios Saturn (1994) \| Mejor actor de reparto \| Jeff Goldblum \| Candidato \| \| Premios Saturn (1994) \| Mejor actor de reparto \| Wayne Knight \| Candidato \| \| Premios Academia Japonesa (1994) \| Mejor película en lengua extranjera \| \| Ganadora \| \| Premios BAFTA (1994) \| Mejores efectos especiales \| Dennis Muren, Stan Winston, Phil Tippett y Michael Lantieri \| Ganadores \| \| Premios BAFTA (1994) \| Mejor sonido \| Richard Hymns, Ron Judkins, Gary Summers, Gary Rydstrom y Shawn Murphy \| Candidatos \| \| Premios BMI Film & TV (1994) \| (no hubo categoría específica) \| John Williams \| Ganador \| \| Premios Blue Ribbon (1994) \| Mejor película en lengua extranjera \| Steven Spielberg \| Ganador \| \| Premios Bram Stoker (1994) \| Mejor guion \| Michael Crichton y David Koepp \| Candidatos \| \| Premios Cinema Audio Society (1994) \| Reconocimiento al logro en edición de sonido para una película \| Gary Rydstrom, Gary Summers, Shawn Murphy y Ron Judkins \| Candidatos \| \| Premios León checo (1994) \| Mejor película en lengua extranjera \| Steven Spielberg \| Ganador \| \| Premios Golden Screen (Alemania; 1993-1994) \| Golden Screen con una estrella \| \| Ganadora \| \| Premios Golden Screen (Alemania; 1993-1994) \| Golden Screen \| \| Ganadora \| \| Premios Golden Screen (Alemania; 1993-1994) \| Golden Screen con dos estrellas (1994) \| \| Ganadora \| \| Premios Grammy (1994) \| Mejor composición instrumental escrita para una película o para la televisión \| John Williams \| Ganador \| \| Premios Hugo (1994) \| Mejor presentación dramática \| \| Ganadora \| \| Premios Sierra (2000) \| Mejor DVD \| \| Candidata \| \| Premios MTV Movie (1994) \| Mejor secuencia de acción \| (Por la escena del Tyrannosaurus y el jeep) \| Candidata \| \| Premios MTV Movie (1994) \| Mejor película \| \| Candidata \| \| Premios MTV Movie (1994) \| Mejor villano \| Tyrannosaurus \| Candidato \| \| Mainichi Film Concours (Japón; 1994) \| Mejor película en lengua extranjera \| Steven Spielberg \| Ganador \| \| Premios Golden Reel (Estados Unidos; 1994) \| Mejores efectos de sonido \| \| Ganador \| \| Premios People's Choice (1994) \| Película favorita \| \| Ganadora \| \| Premios Young Artist (1994) \| Mejor actor joven en un papel coestelar \| Joseph Mazzello \| Ganador \| \| Premios Young Artist (1994) \| Mejor actriz en un papel coestelar \| Ariana Richards \| Ganadora \| \| Premios Young Artist (1994) \| Mejor película familiar o de acción-aventura \| \| Ganadora \| |                                                                               |                                                                        |            |
| Premio | Categoría                                                                     | Receptor(es)                                                           | Resultado  |
| Premios Óscar (1994) | Mejor edición de sonido                                                       | Gary Rydstrom y Richard Hymns                                          | Ganadores  |
| Premios Óscar (1994) | Mejores efectos visuales                                                      | Dennis Muren, Stan Winston, Phil Tippett y Michael Lantieri            | Ganadores  |
| Premios Óscar (1994) | Mejor sonido                                                                  | Gary Summers, Gary Rydstrom, Shawn Murphy y Ron Judkins                | Ganadores  |
| Premios Saturn (1994) | Mejor director                                                                | Steven Spielberg                                                       | Ganador    |
| Premios Saturn (1994) | Mejor película de ciencia ficción                                             |                                                                        | Ganadora   |
| Premios Saturn (1994) | Mejores efectos especiales                                                    | Dennis Muren, Stan Winston, Phil Tippett y Michael Lantieri            | Ganadores  |
| Premios Saturn (1994) | Mejor guion                                                                   | Michael Crichton y David Koepp                                         | Ganadores  |
| Premios Saturn (1994) | Mejor actriz                                                                  | Laura Dern                                                             | Candidata  |
| Premios Saturn (1994) | Mejor vestuario                                                               | Sue Moore y Eric H. Sandberg                                           | Candidatos |
| Premios Saturn (1994) | Mejor música                                                                  | John Williams                                                          | Candidato  |
| Premios Saturn (1994) | Mejor actor joven                                                             | Joseph Mazzello                                                        | Candidato  |
| Premios Saturn (1994) | Mejor actriz joven                                                            | Ariana Richards                                                        | Candidata  |
| Premios Saturn (1994) | Mejor actor de reparto                                                        | Jeff Goldblum                                                          | Candidato  |
| Premios Saturn (1994) | Mejor actor de reparto                                                        | Wayne Knight                                                           | Candidato  |
| Premios Academia Japonesa (1994) | Mejor película en lengua extranjera                                           |                                                                        | Ganadora   |
| Premios BAFTA (1994) | Mejores efectos especiales                                                    | Dennis Muren, Stan Winston, Phil Tippett y Michael Lantieri            | Ganadores  |
| Premios BAFTA (1994) | Mejor sonido                                                                  | Richard Hymns, Ron Judkins, Gary Summers, Gary Rydstrom y Shawn Murphy | Candidatos |
| Premios BMI Film & TV (1994) | (no hubo categoría específica)                                                | John Williams                                                          | Ganador    |
| Premios Blue Ribbon (1994) | Mejor película en lengua extranjera                                           | Steven Spielberg                                                       | Ganador    |
| Premios Bram Stoker (1994) | Mejor guion                                                                   | Michael Crichton y David Koepp                                         | Candidatos |
| Premios Cinema Audio Society (1994) | Reconocimiento al logro en edición de sonido para una película                | Gary Rydstrom, Gary Summers, Shawn Murphy y Ron Judkins                | Candidatos |
| Premios León checo (1994) | Mejor película en lengua extranjera                                           | Steven Spielberg                                                       | Ganador    |
| Premios Golden Screen (Alemania; 1993-1994) | Golden Screen con una estrella                                                |                                                                        | Ganadora   |
| Premios Golden Screen (Alemania; 1993-1994) | Golden Screen                                                                 |                                                                        | Ganadora   |
| Premios Golden Screen (Alemania; 1993-1994) | Golden Screen con dos estrellas (1994)                                        |                                                                        | Ganadora   |
| Premios Grammy (1994) | Mejor composición instrumental escrita para una película o para la televisión | John Williams                                                          | Ganador    |
| Premios Hugo (1994) | Mejor presentación dramática                                                  |                                                                        | Ganadora   |
| Premios Sierra (2000) | Mejor DVD                                                                     |                                                                        | Candidata  |
| Premios MTV Movie (1994) | Mejor secuencia de acción                                                     | (Por la escena del Tyrannosaurus y el jeep)                            | Candidata  |
| Premios MTV Movie (1994) | Mejor película                                                                |                                                                        | Candidata  |
| Premios MTV Movie (1994) | Mejor villano                                                                 | Tyrannosaurus                                                          | Candidato  |
| Mainichi Film Concours (Japón; 1994) | Mejor película en lengua extranjera                                           | Steven Spielberg                                                       | Ganador    |
| Premios Golden Reel (Estados Unidos; 1994) | Mejores efectos de sonido                                                     |                                                                        | Ganador    |
| Premios People's Choice (1994) | Película favorita                                                             |                                                                        | Ganadora   |
| Premios Young Artist (1994) | Mejor actor joven en un papel coestelar                                       | Joseph Mazzello                                                        | Ganador    |
| Premios Young Artist (1994) | Mejor actriz en un papel coestelar                                            | Ariana Richards                                                        | Ganadora   |
| Premios Young Artist (1994) | Mejor película familiar o de acción-aventura                                  |                                                                        | Ganadora   |

## Influencia en la cultura popular
Parque Jurásico y Tiburón vieron cómo sus innovaciones pasaron a ser usadas en exceso (por otros cineastas). Tomando en cuenta que la expresión «película de efectos especiales» es ahora un sinónimo del blockbuster anual veraniego, ambas películas de Spielberg son efectivamente las precursoras del cine popular contemporáneo.
The Atlantic.

Después de observar el empleo de efectos CGI en las principales escenas del filme, antes vistos imposibles y demasiado costosos, algunos directores y productores de cine comenzaron a interesarse en los mismos para utilizarlos en sus futuros proyectos; apenas dos años después de su aparición en cines, se produjo el primer personaje animado con efectos CGI —Casper—, la película Jumanji en la cual aparecen animales creados con esta misma clase de efectos especiales, así como Toy Story, el primer largometraje animado por computadora en la historia del cine. Stanley Kubrick contrató a Spielberg para dirigir A.I. Inteligencia Artificial, George Lucas comenzó la realización de la trilogía de precuelas de Star Wars, y Peter Jackson empezó a explorar su pasión infantil por los filmes fantásticos, inclinación que lo habría de conducir hasta El Señor de los Anillos y King Kong. Para Lucas: «fue uno de esos momentos históricos, como lo fue la invención del bulbo de luz o la primera llamada por teléfono... se cruzó una gran brecha y las cosas no iban a volver ser iguales nunca más [tras el estreno de Parque Jurásico]».
La temática de la película, consistente en la recreación de vida dinosauria, impulsó igualmente el desarrollo de las investigaciones sobre el ADN primitivo y el análisis paleontológico de fósiles. Por ejemplo Horner, científico involucrado en la producción de Parque Jurásico, propuso un proyecto para investigar el material genético de los dinosaurios a la Fundación Nacional para la Ciencia, el cual fue aprobado en parte por la popularidad del filme. Igualmente fueron lanzados numerosos documentales basados en el contexto de los dinosaurios, tales como Carnosaur y Walking with Dinosaurs. En la cultura popular, surgieron también varias parodias. Stan Winston comenzó a colaborar junto a IBM y el director James Cameron para crear la empresa de efectos visuales Digital Domain, y mencionó al respecto: «Si no me hubiera relacionado con la película, en estos momentos pasaría a convertirme en un dinosaurio». La actriz Ariana Richards desarrolló un gran interés en los dinosaurios que, tiempo después de haberse estrenado la cinta, asistió con Jack Horner (consultor del filme) a una excavación en Montana. A su vez, Alex Billington declaró a la película como una «cinta líder en su época», refiriéndola en otra perspectiva: «Incluso usando el sistema robótico que ellos usaron, esto fue un paso lejano para cualquier avance en su tiempo; entonces las personas empezaron a contar cómo sensacionalmente los dinosaurios incrementaron su popularidad aún más. Y la mejor parte es que ellos se miran mejor en esta película, que en cualquier otra reciente creación CGI». Algunas fuentes consideran que, a partir de la novela y su correspondiente adaptación, se incrementó de forma significativa el interés de los jóvenes en la paleontología.
La película se encuentra posicionada en Rotten Tomatoes con un 91 % de calificación favorable, sobre la base de la evaluación de 124 críticas. El 13 de junio de 2001, el American Film Institute la situó como «una de las películas más emocionantes de todos los tiempos», mientras que la revista Empire la nombró como la «sexta película de mayor influencia para su editorial». Al año siguiente, una cadena de televisión por cable estadounidense eligió una de sus escenas como «la más terrorífica de todos los tiempos». Ese mismo año, la revista Film Review la declaró como «una de las cinco películas más importantes para su editorial». Finalmente, en 2006, IGN la eligió como «una de las películas de franquicia más grandiosas de todos los tiempos».